# Calliergon
Calliergon (deutsch Schönmoose) ist eine Gattung von Laubmoosen in der Ordnung Hypnales.

## Merkmale
Calliergon-Arten sind meist kräftige, fast unverzweigte bis nahezu fiedrig beastete, aufrechte oder aufsteigende Pflanzen, die in ausgedehnten Rasen oder einzeln zwischen anderen Moosen wachsen. Die Stämmchenblätter sind mehr oder weniger abstehend oder dachziegelig anliegend, hohl, kreisrund oder herzförmig bis eilanzettlich, die Blattspitze kapuzenförmig, abgerundet, manchmal mit kleinem Spitzchen. Die Blattränder sind ganzrandig und flach. Die einfache Blattrippe reicht bis zur Blattmitte oder darüber. Astblätter sind kleiner und schmäler als die Stämmchenblätter. Die Laminazellen sind in der Blattmitte linealisch-wurmförmig, in der Blattspitze kürzer, am Blattgrund breiter und rechteckig, dickwandig und getüpfelt. Die Blattflügelzellen sind meist dünnwandig, hyalin, aufgeblasen und gegenüber den anderen Zellen scharf abgegrenzt, seltener dickwandig und weniger gut abgegrenzt.
Die Arten sind diözisch oder autözisch (Antheridien und Archegonien an verschiedenen Ästen an derselben Pflanze). Die Seta ist sehr lang und geschlängelt, die Sporenkapsel geneigt bis waagrecht und gekrümmt, der Kapseldeckel ist stumpf- oder spitzkegelig.

## Standortansprüche
Die Moose wachsen meist an nassen oder feuchten Stellen in Sümpfen und Mooren.

## Systematik
Zur Gattung Calliergon werden weltweit 6 Arten gezählt.
In Deutschland, Österreich und der Schweiz sind die folgenden Arten vertreten:
- Calliergon cordifolium
- Calliergon giganteum
- Calliergon richardsonii

Calliergon stramineum war früher der Gattung Calliergon zugeordnet, wurde aber neuerdings als Straminergon stramineum in die monotypische Gattung Straminergon gestellt.